# Нахабеня
«Нахабеня» (рос. Нахалёнок) — радянський телевізійний художній фільм режисера Євгена Карелова, знятий і поставлений за мотивами «Донських оповідань» Михайла Шолохова на кіностудії «Мосфільм» (Творче об'єднання телевізійних фільмів) в 1961 році.

## Сюжет
Після довгих чотирьох років війни в рідну станицю повертається колишній пастух Фома Коршунов. Його готують на голову Ради, що викликає занепокоєння у заможних козаків. Через сусідів йому пропонують гроші на покупку невеликого хутора, але Фомі ясно, що таким чином від нього хочуть позбутися вороги нової влади. Син Коршунова — Мішка, на прізвисько «Нахабеня», в усьому хоче бути схожим на свого батька. Коли в станицю увійшли червоноармійці, він зі сльозами на очах просив командира загону взяти його з собою. За допомогою сільських активістів і в першу чергу Фоми, солдати, які прибули, відібрали надлишки зерна, дістаючи мішки зі схованок і прихованих місць. В помсту куркулі покликали бандитів, які організували нічний наліт. Серед убитих був і батько Мішки. Хлопчик сів на коня, приведеного дідом і поскакав кликати на допомогу червоноармійців, які розташувалися неподалік. Ледве позбувшись від бандитського переслідування, Мішка на світанку дістався до своїх.

## У ролях
- Володимир Семенов — Мішка Коршунов («Нахабеня»)
- Данило Нетребін — Фома Якимович Коршунов, батько Михайла
- Віра Бурлакова — Марія Коршунова, мати Михайла
- Данило Ільченко — Аким Гнатович Коршунов, дід Михайла
- Петро Савін — радслужбовець, чужинець для мешканців станиці
- Володимир Гусєв — комбат
- Віктор Колпаков — Влас
- Володимир Піцек — поп
- Емма Цисарська — попадя
- Ігор Савельєв — Вітька, попівський син
- Людмила Беспалова — епізод
- Михайло Гаврилін — епізод
- Микола Нікулочкін — епізод
- Валентина Ананьїна — епізод
- Олексій Бахар — козак на зборах
- В'ячеслав Березко — епізод
- Павло Винник — червоноармієць
- Олександра Данилова — секретарка зборів
- Вадим Захарченко — епізод
- Євген Моргунов — епізод
- Володимир Маренков — Федот-швець, козак на зборах
- Семен Свашенко — Прохор Лисенков, куркуль
- Михайло Семеніхін — епізод
- Хамед Хагундоков — прапороносець
- Борис Царьов — епізод
- Микола Хрящиков — Єгор-мірошник
- Юрій Леонідов — червоноармієць
- Сергій Юртайкин — Терещенко

## Знімальна група
- Сценарій — Арнольд Вітоль
- Постановка — Євген Карелов
- Оператор — Герман Шатров
- Художник фільму — Борис Царьов
- Композитор — Василь Дехтерьов
- Звукооператор — Лія Беневольська